# La Roux (album)
A La Roux az angol La Roux elektropopduó első albuma. 2009. június 29-én jelent meg a Polydor Records gondozásában az Egyesült Királyságban. A lemezen olyan dalok kaptak helyet, mint az In for the Kill és Bulletproof, melyek második és első helyezettek lettek a brit kislemezlistán. Az album második lett a brit albumlistán 62 650 eladott példánnyal, ezzel az egy hét alatt leggyorsabban fogyó 2009-es album lett, amíg Florence and the Machine ki nem adta Lungs című albumát.
Az Egyesült Királyságban platina minősítést kapott 2010. február 12-én 350 000 eladott példány után.

## A kritikusok értékelései
A korong pozitív értékeléseket gyűjtött be a kritikusoktól.  A Metacritic, mely oldalon a "közönség" értékel, a maximális százból 76 pontot kapott. Ez igencsak kedvezőnek nevezhető.
Paul Schrodt szerint „fagyos, egyedülállóan brit” és „szándékosan mesterkélt”.

## Kislemezek
A Quicksand 2008. december 15-én jelent meg az album első kislemezeként. 153. lett a brit kislemezlistán. A dalhoz tartozó videóklip Kinga Burza rendezésében készült. 2009. november 23-án újra kiadták, ekkor 129. helyezést ért el.
Az In for the Kill második kislemezként került kiadásra 2009. március 16-án, és második lett a brit kislemezlistán. Négy hétig tartotta helyezését, a számhoz tartozó videóklipet pedig Kinga Burza rendezte. Eddig ez volt a duó legsikeresebb kislemeze, továbbá 2009 ötödik legsikeresebb dalává nőtte ki magát az Egyesült Királyságban. Szintén ismert a dubstep remix, melyet Skream készített, és a Let's Get Ravey Mix címet kapta. A Bulletproof harmadikként 2009. június 22-én jelent meg, és első helyezett lett a brit kislemezlistán. A dal klipjét a The Holograms@UFO rendezte. 80 144 példány kelt el belőle az Egyesült Királyságban egy hét alatt, de hosszútávú eladások szempontjából alulmúlta az In for the Kill-t. Ötödik helyen debütált Írországban, és az amerikai iTunes oldalán a hét dala volt 2009. szeptember 22. és 29. között.
Az I’m Not Your Toy 2009. szeptember 28-án jelent meg.  Jackson 2009 júliusában fejtette ki véleményét a The Guardian-nak arról, miért nyáron jött ki a dal: „Szerintem a napos idő jó hatást gyakorol némely dallamokra, amelyek kirobbannak a nyitott ablakon.” Szerinte „ennek olyan fénye van, amely télen nem hatna.” 27. helyig jutott a brit kislemezlistán a dal.
2010. július 15-én Jackson feltöltött egy színfalak mögötti videót a Tigerlily-hez. Azonban sem a kislemez, sem a videóklip nem jelent meg.

## Az album dalai
Minden dalt Elly Jackson és Ben Langmaid szerzett, kivéve ahol megjegyzés olvasható.
|     | Cím                        | Szerző(k)                         | Producer(ek) | Hossz |
| --- | -------------------------- | --------------------------------- | ------------ | ----- |
| 1.  | In for the Kill            |                                   |              | 4:08  |
| 2.  | Tigerlily                  | Jackson, Langmaid, Darren Berry   |              | 3:24  |
| 3.  | Quicksand                  |                                   |              | 3:05  |
| 4.  | Bulletproof                |                                   |              | 3:25  |
| 5.  | Colourless Colour          | Jackson, Ben Hirst                |              | 3:28  |
| 6.  | I’m Not Your Toy           |                                   |              | 3:18  |
| 7.  | Cover My Eyes              |                                   |              | 4:32  |
| 8.  | As If by Magic             |                                   |              | 3:51  |
| 9.  | Fascination                |                                   |              | 3:41  |
| 10. | Reflections Are Protection |                                   |              | 4:19  |
| 11. | Armour Love                | Jackson, Langmaid, Berry          |              | 3:53  |
| 12. | Growing Pains              | Jackson, Langmaid, Jeff Patterson |              | 3:27  |

| 13. | In for the Kill (Skream's Let's Get Ravey Remix) |  |  | 5:02 |

| 13. | Saviour |  |  | 4:21 |

| 13. | Bulletproof (demó változat) |  |  | 3:26 |

| 13. | In for the Kill (Skream's Let's Get Ravey Remix) |  |  | 5:02 |
| 14. | In for the Kill (videó)                          |  |  |      |
| 15. | Quicksand (videó)                                |  |  |      |

| 13. | Finally My Saviour                               |  |  | 4:21 |
| 14. | In for the Kill (Skream's Let's Get Ravey Remix) |  |  | 5:04 |
| 15. | Bulletproof (Tiborg Remix)                       |  |  | 3:29 |
| 16. | Bulletproof (Zinc Remix)                         |  |  | 5:51 |

| 13. | Finally My Saviour                               |  |  | 4:21 |
| 14. | In for the Kill (Skream's Let's Get Ravey Remix) |  |  | 5:04 |
| 15. | Bulletproof (Tepr TsunAimee Remix)               |  |  | 5:35 |

| 1.  | In for the Kill (közreműködik Kanye West)        |  |  | 4:41 |
| 2.  | Finally My Saviour                               |  |  | 4:19 |
| 3.  | Under My Thumb (Mick Jagger, Keith Richards))    |  |  | 3:46 |
| 4.  | I’m Not Your Toy (Jack Beats Remix)              |  |  | 5:37 |
| 5.  | In for the Kill (Skream's Let's Get Ravey Remix) |  |  | 5:02 |
| 6.  | Quicksand (Boy 8 Bit Remix)                      |  |  | 5:56 |
| 7.  | Bulletproof (Zinc Remix)                         |  |  | 5:49 |
| 8.  | Tigerlily (demó verzió)                          |  |  | 3:49 |
| 9.  | Bulletproof (Intimate Session at Abbey Road)     |  |  | 3:01 |
| 10. | In for the Kill (VEVO változat)                  |  |  | 3:28 |

## Közreműködők
| - Elly Jackson – vokál, producer - Ben Langmaid – producer - Alexander Brown – művészi rendező, design, fényképezés - Dan Carey – keverés (3) - Serban Ghenea – keverés (1, 2, 4–12) - John Hanes – mérnök (1, 2, 4–12) - Ben Hirst – producer (5) | - Kit Jackson – beszéd (2) - London Community Gospel Choir – háttérvokál (7) - Hannah Neaves – művészi rendező, design - Tim Roberts – mérnök (1, 2, 4–12) - Ian Sherwin – mérnök (2, 5, 7–12) - Traffic – művészi rendező, design - Andy Whitton – fényképezés |

## Elért helyezések
| Lista (2009-10)         | Legjobb helyezés |
| ----------------------- | ---------------- |
| Australian Albums Chart | 22               |
| Canadian Albums Chart   | 34               |
| French Albums Chart     | 115              |
| Norwegian Albums Chart  | 36               |
| Swiss Albums Chart      | 54               |
| UK Albums Chart         | 2                |
| US Billboard 200        | 70               |
| US Heatseekers Albums   | 2                |

## Megjelenések
| Ország             | Dátum                | Kiadó                                  |
| ------------------ | -------------------- | -------------------------------------- |
| Hollandia          | 2009. június 25.     | Universal Music                        |
| Belgium            | 2009. június 26.     | Universal Music                        |
| Németország        | 2009. június 26.     | Universal Music                        |
| Lengyelország      | 2009. június 26.     | Universal Music                        |
| Írország           | 2009. június 26.     | Polydor Records                        |
| Egyesült Királyság | 2009. június 29.     | Polydor Records                        |
| Franciaország      | 2009. június 29.     | Universal Music                        |
| Skandinávia        | 2009. június 29.     | Universal Music                        |
| Ausztrália         | 2009. július 3.      | Universal Music                        |
| Kanada             | 2009. július 28.     | Universal Music                        |
| Japán              | 2009. augusztus 5.   | Universal Music                        |
| Egyesült Államok   | 2009. szeptember 29. | Cherrytree Records, Interscope Records |
| Olaszország        | 2009. október 16.    | Universal Music                        |